# Virgen del Magnificat
La Virgen del Magnificat (en italiano, Madonna del Magnificat, o también Virgen con el Niño y cinco ángeles) es un cuadro destacado del maestro renacentista Italiano Sandro Botticelli. Se conserva en la Galería de los Uffizi, de Florencia (Italia). Está realizado al temple sobre tabla. Fue pintado en 1481, desconociéndose la ubicación originaria de este cuadro.
Se trata de un tondo o cuadro circular, con un diámetro de 118 centímetros. Este formato da lugar a experimentaciones compositivas. La escena se enmarca sin problemas gracias al ritmo de la línea, siendo una obra en la que predominan las curvas (en los rizos, los brazos, las manos, el río). No obstante, sí aparece un poco forzada la introducción del ángel de la extrema izquierda, que corona a la Virgen.
La obra representa a la Virgen María coronada por dos ángeles. El título del cuadro proviene de lo que la Virgen está componiendo, guiada por la mano del Niño: el salmo que comienza "Magnificat", sobre un libro de pergamino. Ella se sitúa en el centro, ricamente ataviada y con la cabeza cubierta por velos transparentes y preciosas telas, sus rubios cabellos se entretejen con el chal anudado sobre el pecho. En la profusión de oro y detalles de velos y telas se ve la influencia de Filippo Lippi. 
Dos ángeles la atienden, vestidos como pajes, sujetando el tintero con la tinta. 
En el brazo de la Virgen está el Niño, que observa a la madre, mientras con la mano izquierda aferra una granada, símbolo de la resurrección. 
El tamaño desproporcionado de las figuras se explica por la tradición iconográfica que hacía que aquellas de mayor importancia devocional, como la Virgen y el Niño, se pintaran de mayor tamaño; es algo que volverá a aparecer en su último cuadro, la Natividad mística. Las figuras se enmarcan en una arquitectura, como se ve en el arco del fondo. En el fondo hay una vista campestre a través de una ventana de forma circular, cuyo marco de piedra comprime a las figuras que están en el primer plano, que secundan el movimiento circular de la tabla, de esta manera las figuras parecen emerger de la superficie del cuadro, como si la imagen estuviese reflejada en un espejo convexo u "ojo de buey". La composición aparece así deformada, como si estuviese comprimida dentro de un espejo convexo, que, a pesar de los datos realistas, aumenta la sensación que produce de visión mental. La composición queda airosa gracias a la disposición de los dos ángeles que sirven de atril al libro que conducen a través de una diagonal ideal hacia el paisaje del fondo.
Los colores son cálidos, luminosos. Transmite así una atmósfera de espiritualidad ideal y lírica. Continúa la tendencia, ya vista en su obra Alegoría de la Primavera de contornos suaves y fluidos y pliegues de una gran sensibilidad. La gran atención que presta a los detalles remite a una labor de orfebrería, como puede verse en la corona, el velo ondeando o las orlas de los mantos.
La pintura representaría a la familia de Pedro de Cosme de Médici, señor de Florencia desde 1464. Su esposa, Lucrezia Tornabuoni como María, Lorenzo de Médici como el joven con el tintero, flanqueado por su hermano Juliano de Médici quien sostiene un libro. Detrás de estos dos chicos estaría María, mientras que las dos hermanas mayores estarían sosteniendo la corona en la parte trasera: Blanca a la izquierda y Nannina a la derecha. El recién nacido sería la hija de Lorenzo, Lucrecia de Médici.
En esta obra busca, según André Chastel conjugar el naturalismo clásico con el espiritualismo cristiano. Es una de las obras más conocidas de Botticelli, por su gran eficacia y la calidad de una pintura excelente, si bien ha podido influir en la percepción vulgar del artista como pintor amanerado y un poco insulso. Ya en su época se hicieron numerosas réplicas.
En esta Madona, como en las demás de la larga serie que pintó Botticelli, puede verse un modelo de Virgen seria, meditabunda, abstraída en su propia belleza y actuando siempre con gran seriedad. Las Madonas de Botticelli reflejan una relación más intelectual que afectuosa entre Madre e Hijo, a diferencia de lo que ocurre con las Vírgenes pintadas por Rafael Sanzio, que suelen mirar a su hijo y colaborar en sus juegos con una cierta sonrisa. 